# Дреббель, Корнелиус
Корнелиус Якобсон Дреббель (нидерл. Cornelius Jacobszoon Drebbel; 1572, Алкмар — 7 ноября 1633, Лондон) — нидерландский изобретатель, внёсший вклад в развитие оптики, химии, науки об измерениях, известен как изобретатель одного из первых типов микроскопов и строитель первой в мире действующей подводной лодки.

## Биография
Корнелиус родился в 1572 году в Алкмаре, Северная Голландия, его отцом был Якоб Янс Дреббель (нидерл. Jacob Jansz Drebbel). Первое образование он получил, проведя несколько лет в алкмарской школе, после чего, в 1590 году, поступил в академию в Харлеме, где в то время преподавали, в частности, Карел ван Мандер и Хендрик Гольциус. Обучаясь в академии, Корнелиус стал искусным гравёром.
В 1595 году Дреббель женился на Софии Янсдотер Гольциус, сестре Хендрика, и у них было четверо детей: дочери Анна и Катарина. В 1600 году Корнелиус Дреббель построил фонтан в Мидделбурге, там он познакомился с Иоанном Липперсгеем и Захарием Янсеном. У них Дреббель обучался оптике и созданию линз. В 1604 году Корнелиус Дреббель с семьёй перебирается в Англию, предположительно, по приглашению нового короля Якова I Стюарта. В Англии Дреббель жил и работал под патронажем кронпринца Генри. В 1610—1612 годах по приглашению Рудольфа II Австрийского Корнелиус работал в Праге, однако после смерти императора вернулся в Англию. Последовавшая вскоре смерть кронпринца Генри привела семейство Дреббеля к финансовым трудностям.
В 1619 году Дреббель демонстрирует в Лондоне созданный им микроскоп с двумя выпуклыми линзами, это изобретение приносит ему известность. Некоторые авторы, в том числе и Христиан Гюйгенс, приписывали именно Дреббелю изобретение составного оптического микроскопа.
В 1620 году, работая на Британский флот, Корнелиус Дреббель, используя работы Уильяма Борна, опубликованные в 1578 году, строит подводную лодку из дерева, обтянутого кожей. В течение последующих четырёх лет он строит ещё две субмарины, каждый раз увеличивая размеры. Сохранились описания публичных демонстраций возможностей корабля: в присутствии короля Якова I и нескольких тысяч лондонцев Дреббель погружался и всплывал в водах Темзы. Его творение способно было оставаться под водой в течение нескольких часов, чему способствовало применение химической регенерации воздуха, брать на борт до 16 пассажиров, им было совершено подводное плавание от Вестминстера до Гринвича и обратно на глубине 12-15 футов (4-5 метров). Лодка совершила множество плаваний по реке, однако не смогла вызвать энтузиазма в Адмиралтействе, и никогда не использовалась в боевых действиях.
Корнелиус Дреббель участвовал в открытии фульмината ртути, изобрёл инкубатор для цыплят, ртутный термостат, сконструировал систему кондиционирования воздуха.
В конце жизни Дреббель работал над планом осушения болот вокруг Кембриджа, жил небогато, управляя собственным небольшим трактиром.

## Память
- В честь Корнелиуса Дреббеля назван кратер на Луне.
- В марте 2007 года журнал Renaissance Magazine опубликовал статью, предполагающую, что рукопись Войнича — это зашифрованный трактат Дреббеля о микроскопии и алхимии.
- В 2010 году состоялась премьера оперы Кеса Виринги «Дреббель», заглавную партию исполнил рок-музыкант Те Лау[нидерл.].